# 普洛斯科-塔拉尼夫卡
48°46′41″N 33°47′4″E / 48.77806°N 33.78444°E
普洛斯科-塔拉尼夫卡（羅馬化：Plosko-Taranivka），是烏克蘭中部的村莊，隸屬第聶伯羅彼得羅夫斯克州的卡姆揚斯凱區。該村距離普洛斯克0.5公里，海拔高度131米，2001年人口9。